# A Késes
A Késes egy szereplő a Kés/Alatt című sorozatban, a harmadik évad főellensége, bár már a második évad során is látható volt.

## Háttér
A Késes a második évad során bukkan fel, mint egy álarcos bűnöző, aki úgy csúfítja el az áldozatait, hogy végigvágja az arcuk két oldalát a szájuktól kiindulva. Feldühödik azon, hogy a McNamara/Troynál Sean McNamara ingyenes helyreállító műtétet hajt végre egyik áldozatán. Megtámadja Seant és végigvágja az ő arcát is. Ezután életveszélyesen megfenyegeti, hogy ne kontárkodjon bele az ő "mesterműveibe". Sean ennek ellenére tovább folytatja, és a Késes ezért megtámadja üzleti partnerét és legjobb barátját, Christian Troyt.
A Késes arról ismerszik meg, hogy áldozatainak mindig azt mondja vágás előtt: "A szépség csak átok a világon".

## Motiváció
A Késes elmezavaros állapotában úgy gondolja, hogy a szépség egy eredendően rossz dolog, melyet el kell pusztítani. Véleménye szerint a szépség egy börtön, amelyből ő csak kiszabadítja áldozatait. Egyben saját munkáját "művészetnek" tekinti.

## Kiléte
A harmadik évad végén fény derül arra, hogy a Késes nem más, mint Quentin Costa, segítője pedig a húga, Kit McGraw.

### A nyomozás
Kit McGraw nyomozó berendeli Quentin Costát a rendőrségre kihallgatásra, mivel arra gyanakszik, hogy ő a Késes. Ám a fizikai vizsgálat során kiderül, hogy Costa nem lehetett: a Késes minden áldozatát megerőszakolta, neki pedig nincs pénisze egy veleszületett rendellenesség miatt.
Ezután a Késes ismét támadásba lendül: egyszerre kilenc lányt is elcsúfít. Egyikük azt állítja, hogy a tettes felcsatolható műpéniszt viselt, ami ismételten gyanúsítottá teszi Quentint. Ám amikor a rendőrség elmegy érte, ő az ágyhoz kötözve fekszik, szája felhasítva, és a falra egy feliratot írtak: "Nem állok le".
Mivel másodszor is felmentik a gyanú alól, szabadon távozhat, és Christiant és Seant kéri fel arcának helyreállítására. Beszélgetésük során számos, az évad során megtörtént eseményről fellebbenti a fátylat: 
- Amikor Sean és Quentin orális szexben részesülnek egy egyetemista buliban, Quentin száz dollárt fizetett egy lánynak azért, hogy játssza el, hogy orálisan kielégíti (hiszen nincs pénisze)
- Amikor négyesben próbálkoztak, azért fogta meg Christian fenekét, hogy hamar véget vessen az eseményeknek, különben kiderült volna a titka.

Costa műtéte közben ismét megérkezik a rendőrség, és őrizetbe veszik Liz Cruzt. Kit a kihallgatás során a következőkre hivatkozik, mint bűnösséget alátámasztó érvek:
- Házkutatás során Liznél találtak egy műpéniszt
- Találtak egy receptet is, melyen ugyanaz az altatószer szerepel, melyet a Késes is használ áldozatainak lebénításakor
- Liz számtalan spermabankban járt az elmúlt időszakban, így beszerezhette a helyszínen hagyandó mintákat. Valójában csak a De La Mere-nek szerzett alapanyagot a krémhez.

Amikor Sean ellenőrizni akarja a frissen műtött Quentin állapotát, láthatjuk a megkéselt Ginát, aki Costa helyén fekszik az ágyban. Ezután a Késes hirtelen Seanra veti magát és lebénítja, majd felfedi kilétét: nem más ő, mint Quentin Costa.
Kikötözi Seant és Christiant egy-egy műtőasztalhoz, majd levágja Sean kisujját, és arra kényszeríti Christiant, hogy vágja le a saját karját. Ám mielőtt ez bekövetkezne, Kit megérkezik, és lelövi őt. Még mielőtt elvinnék, Kit kiköti, hogy a boncolást nélküle nem kezdhetik meg.
A rendőrségen Kit elmondja, hogy Gina hívta a 911-et, mielőtt megtámadták volna, ezért érkeztek időben. Ezután elmeséli, mit olvastak Quentin naplójában:
Costa veleszületett rendellenessége miatt pénisz nélkül született. Volt egy húga is, Violet, akinek szintén rendellenesség volt az arcával. Mindkettejük fogyatékossága vérfertőzésre vezethető vissza. Mivel a szüleik elhagyták őket, apácák közé kerültek. Quentin egész életében plasztikai sebész szeretett volna lenni, hogy helyrehozhassa a húga arcát, de az utolsó műtét közben Violet meghalt. 29 éves volt.
Kit elhagyja Miamit, miután lezárta az aktát. Nem sokkal ezután Gina elmeséli Seannak és Christiannek, hogy ő sosem hívta a 911-et, hiszen le volt bénítva.
Időközben láthatjuk, hogy a hullaházban valaki kinyitja Quentin hullazsákját, amiből ő érintetlenül mászik ki (rajta volt egy golyóálló mellény), majd megkérdezi: "Mi tartott ilyen sokáig?".
Christian és Sean ellátogatnak abba a zárdába, ahol Quentin nevelkedett, hogy választ kapjanak kérdéseikre. Amint megemlítik Violet halálát, a főnökasszony összezavarodik. Ő úgy emlékszik, a kislányt Katherine-nek hívták, de Quentin mindig csak Kitnek becézte. Ezután mutat nekik egy három évvel ezelőtti karácsonyi fotót, amin Quentin és Kit együtt láthatóak.
A Késes nagy valószínűséggel Spanyolországban folytatja pályafutását, mivel Quentin és Kit Malagába repültek relaxálni. Ám itt hamarosan szembesülnek azzal, hogy rengeteg a kés alá feküdt nők száma…

## Felfedett identitás
Már a befejezés előtt tudta néhány rajongó, hogy ki a Késes, hangszerkesztő programokkal visszaalakították az eltorzított beszédét, mely árulkodó jel volt. Pár héttel korábban felkerült a netre egy, a Késes filozófiáját boncolgató hangfájl, amely szintén árulkodó volt: Bruno Campos (Costa megszemélyesítője) olvasta fel.
Ráadásul maga az FX Networks is csúnyán elszúrta a leleplezést. A bemutató előtti napon véletlenül kikerült három kép, melyen leleplezik a Késest, és utóbb hiába szedték le, már fel is bukkant a rajongói honlapokon.

## A kulisszák mögött
- A Késes a 2004 téli Prada-divat szerint öltözködik.
- Háromfajta kést használtak: egy éleset, egy "suhintósat", és egyet a bőrt is vágó jelenetekhez.
- Mivel egyetlenegy porcelánmaszk állt a rendelkezésükre, ezért a díszlettel nagyon óvatosan kellett bánni.
- Bruno Campos barna kontaktlencsét viselt Késesként, hogy a kék szemei miatt nehogy felismerhető legyen.
- Joely Richardson elvesztett száz dollárt, mert arra fogadott, hogy nem Campos lesz majd a Késes.

## Fordítás
Ez a szócikk részben vagy egészben  a   Carver (Nip/Tuck) című angol Wikipédia-szócikk ezen változatának fordításán alapul.  Az eredeti cikk szerkesztőit annak laptörténete sorolja fel. Ez a jelzés csupán a megfogalmazás eredetét és a szerzői jogokat jelzi, nem szolgál a cikkben szereplő információk forrásmegjelöléseként.